# Unamichthys espinosai
Unamichthys espinosai es una especie fósil de aptinopterigio del orden de los ictiodectiformes y único representante conocido del género monotípico Unamichthys, que habitó en el actual México durante el Cretácico inferior.

## Descripción
Es una especie fósil de ictiodectiforme que posee rasgos tanto primitivos como derivados dentro de su grupo. Las proporciones de su cabeza y cuerpo son similares a las de otros ictiodectiformes del Cretácico, pero sus parietales no están fusionados y la aleta caudal tiene tres epurales y cinco uroneurales, y posee áreas de dientes apiñados en el dentario y el maxilar. Además, tiene un número total de vértebras inusualmente alto, de entre 78 a 80 centros vertebrales, teniendo 45-46 vértebras abdominales y 32-34 vértebras caudales.
Es conocida por restos fósiles hallados en la formación Tlayúa (Puebla, México), datados de mediados del Albiense (Cretácico inferior).

## Sistemática

### Etimología
El nombre genérico viene de UNAM, acrónimo de Universidad Nacional Autónoma de México, y del vocablo griego «ichthys» (pez), en referencia al alma mater de Jesús Alvarado-Ortega, su descriptor. Por otra parte, el nombre específico es en honor a Luis Espinoza-Arrubarrena, colega y amigo del autor.

### Historia taxonómica
Fue descrito en 2004 por el paleontólogo mexicano Jesús Alvarado-Ortega y colocada en su propia familia, Unamichthydae, por la presencia de características únicas que no lo colocaban en ninguna de las familias ya conocidas. En 2019, el equipo conformado por Lionel Cavin y Rodney W. Berrell, encontraron a U. espinosai como un miembro de la familia Saurodontidae.

### Filogenia
De acuerdo con Alvarado-Ortega (2004, p. 810):

|  | Chirocentrites                                                         |
|  |                                                                        |
|  | \| \| Cladocyctus \| \| \| \| \| \| Otros ictiodectiformes \| \| \| \| |
|  |                                                                        |
|  | Cladocyctus                                                            |
|  |                                                                        |
|  | Otros ictiodectiformes                                                 |
|  |                                                                        |

|  | Cladocyctus            |
|  |                        |
|  | Otros ictiodectiformes |
|  |                        |

|  | Chirocentrites                                                         |
|  |                                                                        |
|  | \| \| Cladocyctus \| \| \| \| \| \| Otros ictiodectiformes \| \| \| \| |
|  |                                                                        |
|  | Cladocyctus                                                            |
|  |                                                                        |
|  | Otros ictiodectiformes                                                 |
|  |                                                                        |

|  | Cladocyctus            |
|  |                        |
|  | Otros ictiodectiformes |
|  |                        |

|  | Chirocentrites                                                         |
|  |                                                                        |
|  | \| \| Cladocyctus \| \| \| \| \| \| Otros ictiodectiformes \| \| \| \| |
|  |                                                                        |
|  | Cladocyctus                                                            |
|  |                                                                        |
|  | Otros ictiodectiformes                                                 |
|  |                                                                        |

|  | Cladocyctus            |
|  |                        |
|  | Otros ictiodectiformes |
|  |                        |

|  | Chirocentrites                                                         |
|  |                                                                        |
|  | \| \| Cladocyctus \| \| \| \| \| \| Otros ictiodectiformes \| \| \| \| |
|  |                                                                        |
|  | Cladocyctus                                                            |
|  |                                                                        |
|  | Otros ictiodectiformes                                                 |
|  |                                                                        |

|  | Cladocyctus            |
|  |                        |
|  | Otros ictiodectiformes |
|  |                        |

|  | Chirocentrites                                                         |
|  |                                                                        |
|  | \| \| Cladocyctus \| \| \| \| \| \| Otros ictiodectiformes \| \| \| \| |
|  |                                                                        |
|  | Cladocyctus                                                            |
|  |                                                                        |
|  | Otros ictiodectiformes                                                 |
|  |                                                                        |

|  | Cladocyctus            |
|  |                        |
|  | Otros ictiodectiformes |
|  |                        |

|  | Chirocentrites                                                         |
|  |                                                                        |
|  | \| \| Cladocyctus \| \| \| \| \| \| Otros ictiodectiformes \| \| \| \| |
|  |                                                                        |
|  | Cladocyctus                                                            |
|  |                                                                        |
|  | Otros ictiodectiformes                                                 |
|  |                                                                        |

|  | Cladocyctus            |
|  |                        |
|  | Otros ictiodectiformes |
|  |                        |

|  | Chirocentrites                                                         |
|  |                                                                        |
|  | \| \| Cladocyctus \| \| \| \| \| \| Otros ictiodectiformes \| \| \| \| |
|  |                                                                        |
|  | Cladocyctus                                                            |
|  |                                                                        |
|  | Otros ictiodectiformes                                                 |
|  |                                                                        |

|  | Cladocyctus            |
|  |                        |
|  | Otros ictiodectiformes |
|  |                        |

|  | Chirocentrites                                                         |
|  |                                                                        |
|  | \| \| Cladocyctus \| \| \| \| \| \| Otros ictiodectiformes \| \| \| \| |
|  |                                                                        |
|  | Cladocyctus                                                            |
|  |                                                                        |
|  | Otros ictiodectiformes                                                 |
|  |                                                                        |

|  | Cladocyctus            |
|  |                        |
|  | Otros ictiodectiformes |
|  |                        |

De acuerdo con Cavin y Berrell (2019, p. 12):

|  | \| \| Género Heckelichthys \| \| \| \| \| \| Amakusauchthys goshouraensis \| \| \| \| |
|  |                                                                                       |
|  | Vallecillichthys multivertebratum                                                     |
|  |                                                                                       |
|  | Género Heckelichthys                                                                  |
|  |                                                                                       |
|  | Amakusauchthys goshouraensis                                                          |
|  |                                                                                       |

|  | Género Heckelichthys         |
|  |                              |
|  | Amakusauchthys goshouraensis |
|  |                              |

|  | \| \| Género Heckelichthys \| \| \| \| \| \| Amakusauchthys goshouraensis \| \| \| \| |
|  |                                                                                       |
|  | Vallecillichthys multivertebratum                                                     |
|  |                                                                                       |
|  | Género Heckelichthys                                                                  |
|  |                                                                                       |
|  | Amakusauchthys goshouraensis                                                          |
|  |                                                                                       |

|  | Género Heckelichthys         |
|  |                              |
|  | Amakusauchthys goshouraensis |
|  |                              |

|  | \| \| Género Heckelichthys \| \| \| \| \| \| Amakusauchthys goshouraensis \| \| \| \| |
|  |                                                                                       |
|  | Vallecillichthys multivertebratum                                                     |
|  |                                                                                       |
|  | Género Heckelichthys                                                                  |
|  |                                                                                       |
|  | Amakusauchthys goshouraensis                                                          |
|  |                                                                                       |

|  | Género Heckelichthys         |
|  |                              |
|  | Amakusauchthys goshouraensis |
|  |                              |

|  | \| \| Género Heckelichthys \| \| \| \| \| \| Amakusauchthys goshouraensis \| \| \| \| |
|  |                                                                                       |
|  | Vallecillichthys multivertebratum                                                     |
|  |                                                                                       |
|  | Género Heckelichthys                                                                  |
|  |                                                                                       |
|  | Amakusauchthys goshouraensis                                                          |
|  |                                                                                       |

|  | Género Heckelichthys         |
|  |                              |
|  | Amakusauchthys goshouraensis |
|  |                              |

|  | \| \| Género Heckelichthys \| \| \| \| \| \| Amakusauchthys goshouraensis \| \| \| \| |
|  |                                                                                       |
|  | Vallecillichthys multivertebratum                                                     |
|  |                                                                                       |
|  | Género Heckelichthys                                                                  |
|  |                                                                                       |
|  | Amakusauchthys goshouraensis                                                          |
|  |                                                                                       |

|  | Género Heckelichthys         |
|  |                              |
|  | Amakusauchthys goshouraensis |
|  |                              |

|  | \| \| Género Heckelichthys \| \| \| \| \| \| Amakusauchthys goshouraensis \| \| \| \| |
|  |                                                                                       |
|  | Vallecillichthys multivertebratum                                                     |
|  |                                                                                       |
|  | Género Heckelichthys                                                                  |
|  |                                                                                       |
|  | Amakusauchthys goshouraensis                                                          |
|  |                                                                                       |

|  | Género Heckelichthys         |
|  |                              |
|  | Amakusauchthys goshouraensis |
|  |                              |

|  | \| \| Género Heckelichthys \| \| \| \| \| \| Amakusauchthys goshouraensis \| \| \| \| |
|  |                                                                                       |
|  | Vallecillichthys multivertebratum                                                     |
|  |                                                                                       |
|  | Género Heckelichthys                                                                  |
|  |                                                                                       |
|  | Amakusauchthys goshouraensis                                                          |
|  |                                                                                       |

|  | Género Heckelichthys         |
|  |                              |
|  | Amakusauchthys goshouraensis |
|  |                              |

|  | \| \| Género Heckelichthys \| \| \| \| \| \| Amakusauchthys goshouraensis \| \| \| \| |
|  |                                                                                       |
|  | Vallecillichthys multivertebratum                                                     |
|  |                                                                                       |
|  | Género Heckelichthys                                                                  |
|  |                                                                                       |
|  | Amakusauchthys goshouraensis                                                          |
|  |                                                                                       |

|  | Género Heckelichthys         |
|  |                              |
|  | Amakusauchthys goshouraensis |
|  |                              |

|  | \| \| Género Heckelichthys \| \| \| \| \| \| Amakusauchthys goshouraensis \| \| \| \| |
|  |                                                                                       |
|  | Vallecillichthys multivertebratum                                                     |
|  |                                                                                       |
|  | Género Heckelichthys                                                                  |
|  |                                                                                       |
|  | Amakusauchthys goshouraensis                                                          |
|  |                                                                                       |

|  | Género Heckelichthys         |
|  |                              |
|  | Amakusauchthys goshouraensis |
|  |                              |

|  | \| \| Género Heckelichthys \| \| \| \| \| \| Amakusauchthys goshouraensis \| \| \| \| |
|  |                                                                                       |
|  | Vallecillichthys multivertebratum                                                     |
|  |                                                                                       |
|  | Género Heckelichthys                                                                  |
|  |                                                                                       |
|  | Amakusauchthys goshouraensis                                                          |
|  |                                                                                       |

|  | Género Heckelichthys         |
|  |                              |
|  | Amakusauchthys goshouraensis |
|  |                              |

|  | \| \| Género Heckelichthys \| \| \| \| \| \| Amakusauchthys goshouraensis \| \| \| \| |
|  |                                                                                       |
|  | Vallecillichthys multivertebratum                                                     |
|  |                                                                                       |
|  | Género Heckelichthys                                                                  |
|  |                                                                                       |
|  | Amakusauchthys goshouraensis                                                          |
|  |                                                                                       |

|  | Género Heckelichthys         |
|  |                              |
|  | Amakusauchthys goshouraensis |
|  |                              |

|  | \| \| Género Heckelichthys \| \| \| \| \| \| Amakusauchthys goshouraensis \| \| \| \| |
|  |                                                                                       |
|  | Vallecillichthys multivertebratum                                                     |
|  |                                                                                       |
|  | Género Heckelichthys                                                                  |
|  |                                                                                       |
|  | Amakusauchthys goshouraensis                                                          |
|  |                                                                                       |

|  | Género Heckelichthys         |
|  |                              |
|  | Amakusauchthys goshouraensis |
|  |                              |

|  | \| \| Género Heckelichthys \| \| \| \| \| \| Amakusauchthys goshouraensis \| \| \| \| |
|  |                                                                                       |
|  | Vallecillichthys multivertebratum                                                     |
|  |                                                                                       |
|  | Género Heckelichthys                                                                  |
|  |                                                                                       |
|  | Amakusauchthys goshouraensis                                                          |
|  |                                                                                       |

|  | Género Heckelichthys         |
|  |                              |
|  | Amakusauchthys goshouraensis |
|  |                              |

|  | \| \| Género Heckelichthys \| \| \| \| \| \| Amakusauchthys goshouraensis \| \| \| \| |
|  |                                                                                       |
|  | Vallecillichthys multivertebratum                                                     |
|  |                                                                                       |
|  | Género Heckelichthys                                                                  |
|  |                                                                                       |
|  | Amakusauchthys goshouraensis                                                          |
|  |                                                                                       |

|  | Género Heckelichthys         |
|  |                              |
|  | Amakusauchthys goshouraensis |
|  |                              |

|  | \| \| Género Heckelichthys \| \| \| \| \| \| Amakusauchthys goshouraensis \| \| \| \| |
|  |                                                                                       |
|  | Vallecillichthys multivertebratum                                                     |
|  |                                                                                       |
|  | Género Heckelichthys                                                                  |
|  |                                                                                       |
|  | Amakusauchthys goshouraensis                                                          |
|  |                                                                                       |

|  | Género Heckelichthys         |
|  |                              |
|  | Amakusauchthys goshouraensis |
|  |                              |

|  | \| \| Género Heckelichthys \| \| \| \| \| \| Amakusauchthys goshouraensis \| \| \| \| |
|  |                                                                                       |
|  | Vallecillichthys multivertebratum                                                     |
|  |                                                                                       |
|  | Género Heckelichthys                                                                  |
|  |                                                                                       |
|  | Amakusauchthys goshouraensis                                                          |
|  |                                                                                       |

|  | Género Heckelichthys         |
|  |                              |
|  | Amakusauchthys goshouraensis |
|  |                              |

|  | \| \| Género Heckelichthys \| \| \| \| \| \| Amakusauchthys goshouraensis \| \| \| \| |
|  |                                                                                       |
|  | Vallecillichthys multivertebratum                                                     |
|  |                                                                                       |
|  | Género Heckelichthys                                                                  |
|  |                                                                                       |
|  | Amakusauchthys goshouraensis                                                          |
|  |                                                                                       |

|  | Género Heckelichthys         |
|  |                              |
|  | Amakusauchthys goshouraensis |
|  |                              |

|  | \| \| Género Heckelichthys \| \| \| \| \| \| Amakusauchthys goshouraensis \| \| \| \| |
|  |                                                                                       |
|  | Vallecillichthys multivertebratum                                                     |
|  |                                                                                       |
|  | Género Heckelichthys                                                                  |
|  |                                                                                       |
|  | Amakusauchthys goshouraensis                                                          |
|  |                                                                                       |

|  | Género Heckelichthys         |
|  |                              |
|  | Amakusauchthys goshouraensis |
|  |                              |

|  | \| \| Género Heckelichthys \| \| \| \| \| \| Amakusauchthys goshouraensis \| \| \| \| |
|  |                                                                                       |
|  | Vallecillichthys multivertebratum                                                     |
|  |                                                                                       |
|  | Género Heckelichthys                                                                  |
|  |                                                                                       |
|  | Amakusauchthys goshouraensis                                                          |
|  |                                                                                       |

|  | Género Heckelichthys         |
|  |                              |
|  | Amakusauchthys goshouraensis |
|  |                              |

|  | \| \| Género Heckelichthys \| \| \| \| \| \| Amakusauchthys goshouraensis \| \| \| \| |
|  |                                                                                       |
|  | Vallecillichthys multivertebratum                                                     |
|  |                                                                                       |
|  | Género Heckelichthys                                                                  |
|  |                                                                                       |
|  | Amakusauchthys goshouraensis                                                          |
|  |                                                                                       |

|  | Género Heckelichthys         |
|  |                              |
|  | Amakusauchthys goshouraensis |
|  |                              |

|  | \| \| Género Heckelichthys \| \| \| \| \| \| Amakusauchthys goshouraensis \| \| \| \| |
|  |                                                                                       |
|  | Vallecillichthys multivertebratum                                                     |
|  |                                                                                       |
|  | Género Heckelichthys                                                                  |
|  |                                                                                       |
|  | Amakusauchthys goshouraensis                                                          |
|  |                                                                                       |

|  | Género Heckelichthys         |
|  |                              |
|  | Amakusauchthys goshouraensis |
|  |                              |

|  | \| \| Género Heckelichthys \| \| \| \| \| \| Amakusauchthys goshouraensis \| \| \| \| |
|  |                                                                                       |
|  | Vallecillichthys multivertebratum                                                     |
|  |                                                                                       |
|  | Género Heckelichthys                                                                  |
|  |                                                                                       |
|  | Amakusauchthys goshouraensis                                                          |
|  |                                                                                       |

|  | Género Heckelichthys         |
|  |                              |
|  | Amakusauchthys goshouraensis |
|  |                              |

|  | \| \| Género Heckelichthys \| \| \| \| \| \| Amakusauchthys goshouraensis \| \| \| \| |
|  |                                                                                       |
|  | Vallecillichthys multivertebratum                                                     |
|  |                                                                                       |
|  | Género Heckelichthys                                                                  |
|  |                                                                                       |
|  | Amakusauchthys goshouraensis                                                          |
|  |                                                                                       |

|  | Género Heckelichthys         |
|  |                              |
|  | Amakusauchthys goshouraensis |
|  |                              |

|  | \| \| Género Heckelichthys \| \| \| \| \| \| Amakusauchthys goshouraensis \| \| \| \| |
|  |                                                                                       |
|  | Vallecillichthys multivertebratum                                                     |
|  |                                                                                       |
|  | Género Heckelichthys                                                                  |
|  |                                                                                       |
|  | Amakusauchthys goshouraensis                                                          |
|  |                                                                                       |

|  | Género Heckelichthys         |
|  |                              |
|  | Amakusauchthys goshouraensis |
|  |                              |

|  | \| \| Género Heckelichthys \| \| \| \| \| \| Amakusauchthys goshouraensis \| \| \| \| |
|  |                                                                                       |
|  | Vallecillichthys multivertebratum                                                     |
|  |                                                                                       |
|  | Género Heckelichthys                                                                  |
|  |                                                                                       |
|  | Amakusauchthys goshouraensis                                                          |
|  |                                                                                       |

|  | Género Heckelichthys         |
|  |                              |
|  | Amakusauchthys goshouraensis |
|  |                              |

|  | \| \| Género Heckelichthys \| \| \| \| \| \| Amakusauchthys goshouraensis \| \| \| \| |
|  |                                                                                       |
|  | Vallecillichthys multivertebratum                                                     |
|  |                                                                                       |
|  | Género Heckelichthys                                                                  |
|  |                                                                                       |
|  | Amakusauchthys goshouraensis                                                          |
|  |                                                                                       |

|  | Género Heckelichthys         |
|  |                              |
|  | Amakusauchthys goshouraensis |
|  |                              |

|  | \| \| Género Heckelichthys \| \| \| \| \| \| Amakusauchthys goshouraensis \| \| \| \| |
|  |                                                                                       |
|  | Vallecillichthys multivertebratum                                                     |
|  |                                                                                       |
|  | Género Heckelichthys                                                                  |
|  |                                                                                       |
|  | Amakusauchthys goshouraensis                                                          |
|  |                                                                                       |

|  | Género Heckelichthys         |
|  |                              |
|  | Amakusauchthys goshouraensis |
|  |                              |

|  | \| \| Género Heckelichthys \| \| \| \| \| \| Amakusauchthys goshouraensis \| \| \| \| |
|  |                                                                                       |
|  | Vallecillichthys multivertebratum                                                     |
|  |                                                                                       |
|  | Género Heckelichthys                                                                  |
|  |                                                                                       |
|  | Amakusauchthys goshouraensis                                                          |
|  |                                                                                       |

|  | Género Heckelichthys         |
|  |                              |
|  | Amakusauchthys goshouraensis |
|  |                              |

|  | \| \| Género Heckelichthys \| \| \| \| \| \| Amakusauchthys goshouraensis \| \| \| \| |
|  |                                                                                       |
|  | Vallecillichthys multivertebratum                                                     |
|  |                                                                                       |
|  | Género Heckelichthys                                                                  |
|  |                                                                                       |
|  | Amakusauchthys goshouraensis                                                          |
|  |                                                                                       |

|  | Género Heckelichthys         |
|  |                              |
|  | Amakusauchthys goshouraensis |
|  |                              |

|  | \| \| Género Heckelichthys \| \| \| \| \| \| Amakusauchthys goshouraensis \| \| \| \| |
|  |                                                                                       |
|  | Vallecillichthys multivertebratum                                                     |
|  |                                                                                       |
|  | Género Heckelichthys                                                                  |
|  |                                                                                       |
|  | Amakusauchthys goshouraensis                                                          |
|  |                                                                                       |

|  | Género Heckelichthys         |
|  |                              |
|  | Amakusauchthys goshouraensis |
|  |                              |

|  | \| \| Género Heckelichthys \| \| \| \| \| \| Amakusauchthys goshouraensis \| \| \| \| |
|  |                                                                                       |
|  | Vallecillichthys multivertebratum                                                     |
|  |                                                                                       |
|  | Género Heckelichthys                                                                  |
|  |                                                                                       |
|  | Amakusauchthys goshouraensis                                                          |
|  |                                                                                       |

|  | Género Heckelichthys         |
|  |                              |
|  | Amakusauchthys goshouraensis |
|  |                              |

|  | \| \| Género Heckelichthys \| \| \| \| \| \| Amakusauchthys goshouraensis \| \| \| \| |
|  |                                                                                       |
|  | Vallecillichthys multivertebratum                                                     |
|  |                                                                                       |
|  | Género Heckelichthys                                                                  |
|  |                                                                                       |
|  | Amakusauchthys goshouraensis                                                          |
|  |                                                                                       |

|  | Género Heckelichthys         |
|  |                              |
|  | Amakusauchthys goshouraensis |
|  |                              |

|  | \| \| Género Heckelichthys \| \| \| \| \| \| Amakusauchthys goshouraensis \| \| \| \| |
|  |                                                                                       |
|  | Vallecillichthys multivertebratum                                                     |
|  |                                                                                       |
|  | Género Heckelichthys                                                                  |
|  |                                                                                       |
|  | Amakusauchthys goshouraensis                                                          |
|  |                                                                                       |

|  | Género Heckelichthys         |
|  |                              |
|  | Amakusauchthys goshouraensis |
|  |                              |

|  | \| \| Género Heckelichthys \| \| \| \| \| \| Amakusauchthys goshouraensis \| \| \| \| |
|  |                                                                                       |
|  | Vallecillichthys multivertebratum                                                     |
|  |                                                                                       |
|  | Género Heckelichthys                                                                  |
|  |                                                                                       |
|  | Amakusauchthys goshouraensis                                                          |
|  |                                                                                       |

|  | Género Heckelichthys         |
|  |                              |
|  | Amakusauchthys goshouraensis |
|  |                              |

|  | \| \| Género Heckelichthys \| \| \| \| \| \| Amakusauchthys goshouraensis \| \| \| \| |
|  |                                                                                       |
|  | Vallecillichthys multivertebratum                                                     |
|  |                                                                                       |
|  | Género Heckelichthys                                                                  |
|  |                                                                                       |
|  | Amakusauchthys goshouraensis                                                          |
|  |                                                                                       |

|  | Género Heckelichthys         |
|  |                              |
|  | Amakusauchthys goshouraensis |
|  |                              |

|  | \| \| Género Heckelichthys \| \| \| \| \| \| Amakusauchthys goshouraensis \| \| \| \| |
|  |                                                                                       |
|  | Vallecillichthys multivertebratum                                                     |
|  |                                                                                       |
|  | Género Heckelichthys                                                                  |
|  |                                                                                       |
|  | Amakusauchthys goshouraensis                                                          |
|  |                                                                                       |

|  | Género Heckelichthys         |
|  |                              |
|  | Amakusauchthys goshouraensis |
|  |                              |

|  | \| \| Género Heckelichthys \| \| \| \| \| \| Amakusauchthys goshouraensis \| \| \| \| |
|  |                                                                                       |
|  | Vallecillichthys multivertebratum                                                     |
|  |                                                                                       |
|  | Género Heckelichthys                                                                  |
|  |                                                                                       |
|  | Amakusauchthys goshouraensis                                                          |
|  |                                                                                       |

|  | Género Heckelichthys         |
|  |                              |
|  | Amakusauchthys goshouraensis |
|  |                              |

|  | \| \| Género Heckelichthys \| \| \| \| \| \| Amakusauchthys goshouraensis \| \| \| \| |
|  |                                                                                       |
|  | Vallecillichthys multivertebratum                                                     |
|  |                                                                                       |
|  | Género Heckelichthys                                                                  |
|  |                                                                                       |
|  | Amakusauchthys goshouraensis                                                          |
|  |                                                                                       |

|  | Género Heckelichthys         |
|  |                              |
|  | Amakusauchthys goshouraensis |
|  |                              |

|  | \| \| Género Heckelichthys \| \| \| \| \| \| Amakusauchthys goshouraensis \| \| \| \| |
|  |                                                                                       |
|  | Vallecillichthys multivertebratum                                                     |
|  |                                                                                       |
|  | Género Heckelichthys                                                                  |
|  |                                                                                       |
|  | Amakusauchthys goshouraensis                                                          |
|  |                                                                                       |

|  | Género Heckelichthys         |
|  |                              |
|  | Amakusauchthys goshouraensis |
|  |                              |

|  | \| \| Género Heckelichthys \| \| \| \| \| \| Amakusauchthys goshouraensis \| \| \| \| |
|  |                                                                                       |
|  | Vallecillichthys multivertebratum                                                     |
|  |                                                                                       |
|  | Género Heckelichthys                                                                  |
|  |                                                                                       |
|  | Amakusauchthys goshouraensis                                                          |
|  |                                                                                       |

|  | Género Heckelichthys         |
|  |                              |
|  | Amakusauchthys goshouraensis |
|  |                              |

|  | \| \| Género Heckelichthys \| \| \| \| \| \| Amakusauchthys goshouraensis \| \| \| \| |
|  |                                                                                       |
|  | Vallecillichthys multivertebratum                                                     |
|  |                                                                                       |
|  | Género Heckelichthys                                                                  |
|  |                                                                                       |
|  | Amakusauchthys goshouraensis                                                          |
|  |                                                                                       |

|  | Género Heckelichthys         |
|  |                              |
|  | Amakusauchthys goshouraensis |
|  |                              |

|  | \| \| Género Heckelichthys \| \| \| \| \| \| Amakusauchthys goshouraensis \| \| \| \| |
|  |                                                                                       |
|  | Vallecillichthys multivertebratum                                                     |
|  |                                                                                       |
|  | Género Heckelichthys                                                                  |
|  |                                                                                       |
|  | Amakusauchthys goshouraensis                                                          |
|  |                                                                                       |

|  | Género Heckelichthys         |
|  |                              |
|  | Amakusauchthys goshouraensis |
|  |                              |

|  | \| \| Género Heckelichthys \| \| \| \| \| \| Amakusauchthys goshouraensis \| \| \| \| |
|  |                                                                                       |
|  | Vallecillichthys multivertebratum                                                     |
|  |                                                                                       |
|  | Género Heckelichthys                                                                  |
|  |                                                                                       |
|  | Amakusauchthys goshouraensis                                                          |
|  |                                                                                       |

|  | Género Heckelichthys         |
|  |                              |
|  | Amakusauchthys goshouraensis |
|  |                              |

|  | \| \| Género Heckelichthys \| \| \| \| \| \| Amakusauchthys goshouraensis \| \| \| \| |
|  |                                                                                       |
|  | Vallecillichthys multivertebratum                                                     |
|  |                                                                                       |
|  | Género Heckelichthys                                                                  |
|  |                                                                                       |
|  | Amakusauchthys goshouraensis                                                          |
|  |                                                                                       |

|  | Género Heckelichthys         |
|  |                              |
|  | Amakusauchthys goshouraensis |
|  |                              |

|  | \| \| Género Heckelichthys \| \| \| \| \| \| Amakusauchthys goshouraensis \| \| \| \| |
|  |                                                                                       |
|  | Vallecillichthys multivertebratum                                                     |
|  |                                                                                       |
|  | Género Heckelichthys                                                                  |
|  |                                                                                       |
|  | Amakusauchthys goshouraensis                                                          |
|  |                                                                                       |

|  | Género Heckelichthys         |
|  |                              |
|  | Amakusauchthys goshouraensis |
|  |                              |

|  | \| \| Género Heckelichthys \| \| \| \| \| \| Amakusauchthys goshouraensis \| \| \| \| |
|  |                                                                                       |
|  | Vallecillichthys multivertebratum                                                     |
|  |                                                                                       |
|  | Género Heckelichthys                                                                  |
|  |                                                                                       |
|  | Amakusauchthys goshouraensis                                                          |
|  |                                                                                       |

|  | Género Heckelichthys         |
|  |                              |
|  | Amakusauchthys goshouraensis |
|  |                              |

|  | \| \| Género Heckelichthys \| \| \| \| \| \| Amakusauchthys goshouraensis \| \| \| \| |
|  |                                                                                       |
|  | Vallecillichthys multivertebratum                                                     |
|  |                                                                                       |
|  | Género Heckelichthys                                                                  |
|  |                                                                                       |
|  | Amakusauchthys goshouraensis                                                          |
|  |                                                                                       |

|  | Género Heckelichthys         |
|  |                              |
|  | Amakusauchthys goshouraensis |
|  |                              |

|  | \| \| Género Heckelichthys \| \| \| \| \| \| Amakusauchthys goshouraensis \| \| \| \| |
|  |                                                                                       |
|  | Vallecillichthys multivertebratum                                                     |
|  |                                                                                       |
|  | Género Heckelichthys                                                                  |
|  |                                                                                       |
|  | Amakusauchthys goshouraensis                                                          |
|  |                                                                                       |

|  | Género Heckelichthys         |
|  |                              |
|  | Amakusauchthys goshouraensis |
|  |                              |

|  | \| \| Género Heckelichthys \| \| \| \| \| \| Amakusauchthys goshouraensis \| \| \| \| |
|  |                                                                                       |
|  | Vallecillichthys multivertebratum                                                     |
|  |                                                                                       |
|  | Género Heckelichthys                                                                  |
|  |                                                                                       |
|  | Amakusauchthys goshouraensis                                                          |
|  |                                                                                       |

|  | Género Heckelichthys         |
|  |                              |
|  | Amakusauchthys goshouraensis |
|  |                              |

|  | \| \| Género Heckelichthys \| \| \| \| \| \| Amakusauchthys goshouraensis \| \| \| \| |
|  |                                                                                       |
|  | Vallecillichthys multivertebratum                                                     |
|  |                                                                                       |
|  | Género Heckelichthys                                                                  |
|  |                                                                                       |
|  | Amakusauchthys goshouraensis                                                          |
|  |                                                                                       |

|  | Género Heckelichthys         |
|  |                              |
|  | Amakusauchthys goshouraensis |
|  |                              |

|  | \| \| Género Heckelichthys \| \| \| \| \| \| Amakusauchthys goshouraensis \| \| \| \| |
|  |                                                                                       |
|  | Vallecillichthys multivertebratum                                                     |
|  |                                                                                       |
|  | Género Heckelichthys                                                                  |
|  |                                                                                       |
|  | Amakusauchthys goshouraensis                                                          |
|  |                                                                                       |

|  | Género Heckelichthys         |
|  |                              |
|  | Amakusauchthys goshouraensis |
|  |                              |

|  | \| \| Género Heckelichthys \| \| \| \| \| \| Amakusauchthys goshouraensis \| \| \| \| |
|  |                                                                                       |
|  | Vallecillichthys multivertebratum                                                     |
|  |                                                                                       |
|  | Género Heckelichthys                                                                  |
|  |                                                                                       |
|  | Amakusauchthys goshouraensis                                                          |
|  |                                                                                       |

|  | Género Heckelichthys         |
|  |                              |
|  | Amakusauchthys goshouraensis |
|  |                              |

|  | \| \| Género Heckelichthys \| \| \| \| \| \| Amakusauchthys goshouraensis \| \| \| \| |
|  |                                                                                       |
|  | Vallecillichthys multivertebratum                                                     |
|  |                                                                                       |
|  | Género Heckelichthys                                                                  |
|  |                                                                                       |
|  | Amakusauchthys goshouraensis                                                          |
|  |                                                                                       |

|  | Género Heckelichthys         |
|  |                              |
|  | Amakusauchthys goshouraensis |
|  |                              |

|  | \| \| Género Heckelichthys \| \| \| \| \| \| Amakusauchthys goshouraensis \| \| \| \| |
|  |                                                                                       |
|  | Vallecillichthys multivertebratum                                                     |
|  |                                                                                       |
|  | Género Heckelichthys                                                                  |
|  |                                                                                       |
|  | Amakusauchthys goshouraensis                                                          |
|  |                                                                                       |

|  | Género Heckelichthys         |
|  |                              |
|  | Amakusauchthys goshouraensis |
|  |                              |

|  | \| \| Género Heckelichthys \| \| \| \| \| \| Amakusauchthys goshouraensis \| \| \| \| |
|  |                                                                                       |
|  | Vallecillichthys multivertebratum                                                     |
|  |                                                                                       |
|  | Género Heckelichthys                                                                  |
|  |                                                                                       |
|  | Amakusauchthys goshouraensis                                                          |
|  |                                                                                       |

|  | Género Heckelichthys         |
|  |                              |
|  | Amakusauchthys goshouraensis |
|  |                              |

|  | \| \| Género Heckelichthys \| \| \| \| \| \| Amakusauchthys goshouraensis \| \| \| \| |
|  |                                                                                       |
|  | Vallecillichthys multivertebratum                                                     |
|  |                                                                                       |
|  | Género Heckelichthys                                                                  |
|  |                                                                                       |
|  | Amakusauchthys goshouraensis                                                          |
|  |                                                                                       |

|  | Género Heckelichthys         |
|  |                              |
|  | Amakusauchthys goshouraensis |
|  |                              |

|  | \| \| Género Heckelichthys \| \| \| \| \| \| Amakusauchthys goshouraensis \| \| \| \| |
|  |                                                                                       |
|  | Vallecillichthys multivertebratum                                                     |
|  |                                                                                       |
|  | Género Heckelichthys                                                                  |
|  |                                                                                       |
|  | Amakusauchthys goshouraensis                                                          |
|  |                                                                                       |

|  | Género Heckelichthys         |
|  |                              |
|  | Amakusauchthys goshouraensis |
|  |                              |

|  | \| \| Género Heckelichthys \| \| \| \| \| \| Amakusauchthys goshouraensis \| \| \| \| |
|  |                                                                                       |
|  | Vallecillichthys multivertebratum                                                     |
|  |                                                                                       |
|  | Género Heckelichthys                                                                  |
|  |                                                                                       |
|  | Amakusauchthys goshouraensis                                                          |
|  |                                                                                       |

|  | Género Heckelichthys         |
|  |                              |
|  | Amakusauchthys goshouraensis |
|  |                              |

|  | \| \| Género Heckelichthys \| \| \| \| \| \| Amakusauchthys goshouraensis \| \| \| \| |
|  |                                                                                       |
|  | Vallecillichthys multivertebratum                                                     |
|  |                                                                                       |
|  | Género Heckelichthys                                                                  |
|  |                                                                                       |
|  | Amakusauchthys goshouraensis                                                          |
|  |                                                                                       |

|  | Género Heckelichthys         |
|  |                              |
|  | Amakusauchthys goshouraensis |
|  |                              |

|  | \| \| Género Heckelichthys \| \| \| \| \| \| Amakusauchthys goshouraensis \| \| \| \| |
|  |                                                                                       |
|  | Vallecillichthys multivertebratum                                                     |
|  |                                                                                       |
|  | Género Heckelichthys                                                                  |
|  |                                                                                       |
|  | Amakusauchthys goshouraensis                                                          |
|  |                                                                                       |

|  | Género Heckelichthys         |
|  |                              |
|  | Amakusauchthys goshouraensis |
|  |                              |

|  | \| \| Género Heckelichthys \| \| \| \| \| \| Amakusauchthys goshouraensis \| \| \| \| |
|  |                                                                                       |
|  | Vallecillichthys multivertebratum                                                     |
|  |                                                                                       |
|  | Género Heckelichthys                                                                  |
|  |                                                                                       |
|  | Amakusauchthys goshouraensis                                                          |
|  |                                                                                       |

|  | Género Heckelichthys         |
|  |                              |
|  | Amakusauchthys goshouraensis |
|  |                              |

|  | \| \| Género Heckelichthys \| \| \| \| \| \| Amakusauchthys goshouraensis \| \| \| \| |
|  |                                                                                       |
|  | Vallecillichthys multivertebratum                                                     |
|  |                                                                                       |
|  | Género Heckelichthys                                                                  |
|  |                                                                                       |
|  | Amakusauchthys goshouraensis                                                          |
|  |                                                                                       |

|  | Género Heckelichthys         |
|  |                              |
|  | Amakusauchthys goshouraensis |
|  |                              |

|  | \| \| Género Heckelichthys \| \| \| \| \| \| Amakusauchthys goshouraensis \| \| \| \| |
|  |                                                                                       |
|  | Vallecillichthys multivertebratum                                                     |
|  |                                                                                       |
|  | Género Heckelichthys                                                                  |
|  |                                                                                       |
|  | Amakusauchthys goshouraensis                                                          |
|  |                                                                                       |

|  | Género Heckelichthys         |
|  |                              |
|  | Amakusauchthys goshouraensis |
|  |                              |

|  | \| \| Género Heckelichthys \| \| \| \| \| \| Amakusauchthys goshouraensis \| \| \| \| |
|  |                                                                                       |
|  | Vallecillichthys multivertebratum                                                     |
|  |                                                                                       |
|  | Género Heckelichthys                                                                  |
|  |                                                                                       |
|  | Amakusauchthys goshouraensis                                                          |
|  |                                                                                       |

|  | Género Heckelichthys         |
|  |                              |
|  | Amakusauchthys goshouraensis |
|  |                              |